# Tmesisternus salomonus
Tmesisternus salomonus là một loài bọ cánh cứng trong họ Cerambycidae.